# RACING PROJECT BANDOH
株式会社レーシングプロジェクトバンドウ（英: RACING PROJECT BANDOH）は、日本のレーシングチームである。運営母体は、自動車用パーツ販売会社の有限会社坂東商会。代表及び監督は坂東正敬、創業者は坂東正明。創業者の強烈な個性から「爆走坂東組」の異名をもつ。

## 概要
1983年、坂東正明が坂東商会を設立し、1990年にレーシングプロジェクトバンドウを立ち上げた。「プライベートでワークスチームの前を走りたい」というテーマのもと、ツーリングカーレース（いわゆるハコレース）の入門カテゴリーからトップカテゴリーまで精力的な活動を続けている。
これまで監督を務めてきた坂東は、2007年よりSUPER GTを運営するGTアソシエイション（GTA）内の「GTA委員会」委員長に就任したほか、2008年には株式会社化されたGTAの初代社長に就任したため、運営面に集中する必要性から監督の座は退くことになった。ただしチーム代表として、引き続きチームを見守ることとなっている。新たに監督としてチームを率いるのは息子の坂東正敬で、前年から既に監督代行を務めてきていたが、その翌年から正式に監督の座に就くこととなった。

## 全日本GT選手権・SUPER GTでの活躍
全日本GT選手権（現:SUPER GT）には1997年より、日産・シルビアでGT300クラスに参戦を開始。開幕戦（鈴鹿）で優勝を遂げた後、5戦連続表彰台を獲得（最終戦SUGOでも優勝）し、1点差でシリーズチャンピオン（織戸学・福山英朗組）になる。
1998年は、3戦欠場の後 第4戦から全日本ツーリングカー選手権（JTCC）で使用していたトヨタ・EXiVの主要コンポーネントを移植して作られたトヨタ・セリカで参戦。2.0L NAエンジンはリストリクターの装着を免除されていたものの動力性能はさほど高く無かったが、JTCC EXiV譲りの運動性能を武器に第5戦以降3戦連続表彰台を獲得し、シリーズ2位となった。同様の体制で参戦した1999年は、開幕戦（鈴鹿）で優勝を飾るも3点差で惜しくもシリーズ3位。2000年は、第3戦（菅生）で優勝するもシリーズ5位。
2001年は、開幕戦を欠場した後 前年より他チームが使用していたトヨタ・MR-Sに車種を変更したが、極端に短いホイルベースの車体と2.0L ターボエンジンとがどちらもピーキーな特性を持ち、出入りの多いシーズンをおくることとなり、第5戦（もてぎ）で優勝するもシリーズ9位と低迷した。翌2002年は一度も表彰台を得ることが出来ず、シリーズ10位に終わった。
2003年は、第2戦を欠場した後再びトヨタ・セリカを使用することとなった（開幕戦は前年のMR-S）。この車両は、前年までGT500クラスに参戦していたトヨタ・スープラの主要コンポーネントを移植して作られたため、市販車とは異なり後輪駆動である。第5戦（富士）と最終戦（鈴鹿）とで優勝し、シリーズ4位へと順位を上げた。しかし、登場後は改良が進まず、2004年は第2戦（菅生）で優勝するもシリーズ5位、2005年はシリーズ7位、2006年はシリーズ10位と、年々下位に沈むこととなった。さらに、元々使用されている主要部品（競技エンジン用シリンダーブロック／ヘッド、ギアボックス 等）は新たに制作されたものでは無く、他チームが順次参加を止めること（参加当初は3台、最終的には1台）でパーツの確保をしてきたが、ウォーターインジェクション廃止によるパワーダウンや車両の老朽化等戦闘力の低下は否めず、2007年第3戦（富士）ではエキゾーストマニホールドの破損から火災が発生し、何とか事なきを得たが、対応が遅ければ全焼していたかもしれない。そのような状況下でありながら、第5戦（菅生）では優勝を飾っている。この背景には、特認条件の変更でフロントリップスポイラーの延長やリアウイングをルーフトップの高さにすることが認められ、車両のパフォーマンスアップができたことにある。
2008年は、第2戦まではセリカで参戦し、第3戦よりフォーミュラ・ニッポン用エンジン（RV8J）をミッドシップに搭載したレクサス・IS350に車両を変更した。メンテナンスはクエストで、同車両を使用する他のチームより車両の完成は早かったようで、公式予選第1回で2位を獲得した。その後第4戦でも予選2位を獲得したが、決勝ではオープニングラップに他車に追突され、走行不能となりリタイア。第5戦ではポールを獲得したものの、決勝ではスターターの不調でピットアウトに時間を費やし優勝ならず。速さは証明できたものの肝心の結果が残せずにいた。第7戦では、練習走行でトップタイムを出したものの、車検で車両規定違反が見つかり予選タイムが無効となり最後尾スタートになり優勝は不可能かに見えたが、決勝では怒涛の追い上げを見せ最終的にはトップにまで浮上し、そのまま優勝。GT300クラスにおいて最後尾からの優勝は史上初となる。
2009年は、片岡龍也がチームに加入した。ライバルチームとチャンピオン争いを繰り広げ、M7 MUTIARA MOTORS雨宮RX-7(谷口信輝/折目遼)やARTAガライヤ(新田守男/高木真一)、ジムゲイナーフェラーリF430(田中哲也/平中克幸)、アップルK-One紫電(加藤寛規/吉本大樹)、エスロードMOLA Z(星野一樹/柳田真孝)、ダイシンアドバンFerrariF430(青木孝行/藤井誠暢)との激戦を制し、最終戦で念願のシリーズチャンピオンに輝いた。
2011年はGT500に移動し、レクサス・SC430で参戦することが発表された。
2014年のGT500では、脇阪寿一、関口雄飛をドライバーに迎えて参戦することが発表された。シーズンでは、車体デリバリーが遅かったこと等により序盤から苦戦が続いた。しかし、終盤以降には本選でも上位で争うなど復調を果たす。本シーズンでは、滑り易い路面で定評があり、第7戦のタイでの上位進出、最終戦のもてぎでのタイヤ無交換などで性能を発揮した。
2015年は2011年から2014年いっぱいはGT500クラスのみ参戦をしていたが、新規各車両マザーシャーシを使用して2015年からGT300クラスに復帰をして両クラスに参戦をしている。2015年はGT500クラスに参戦をしているレクサス勢で唯一全レースでポイントを獲得をした。
2016年、第7戦タイラウンドにてSUPER GT500クラスに移籍して初めての優勝をポールトゥーウィンで飾る。
2014年第7戦〜2017年第3戦にかけての21戦連続入賞はJGTC時代を含めても歴代1位。

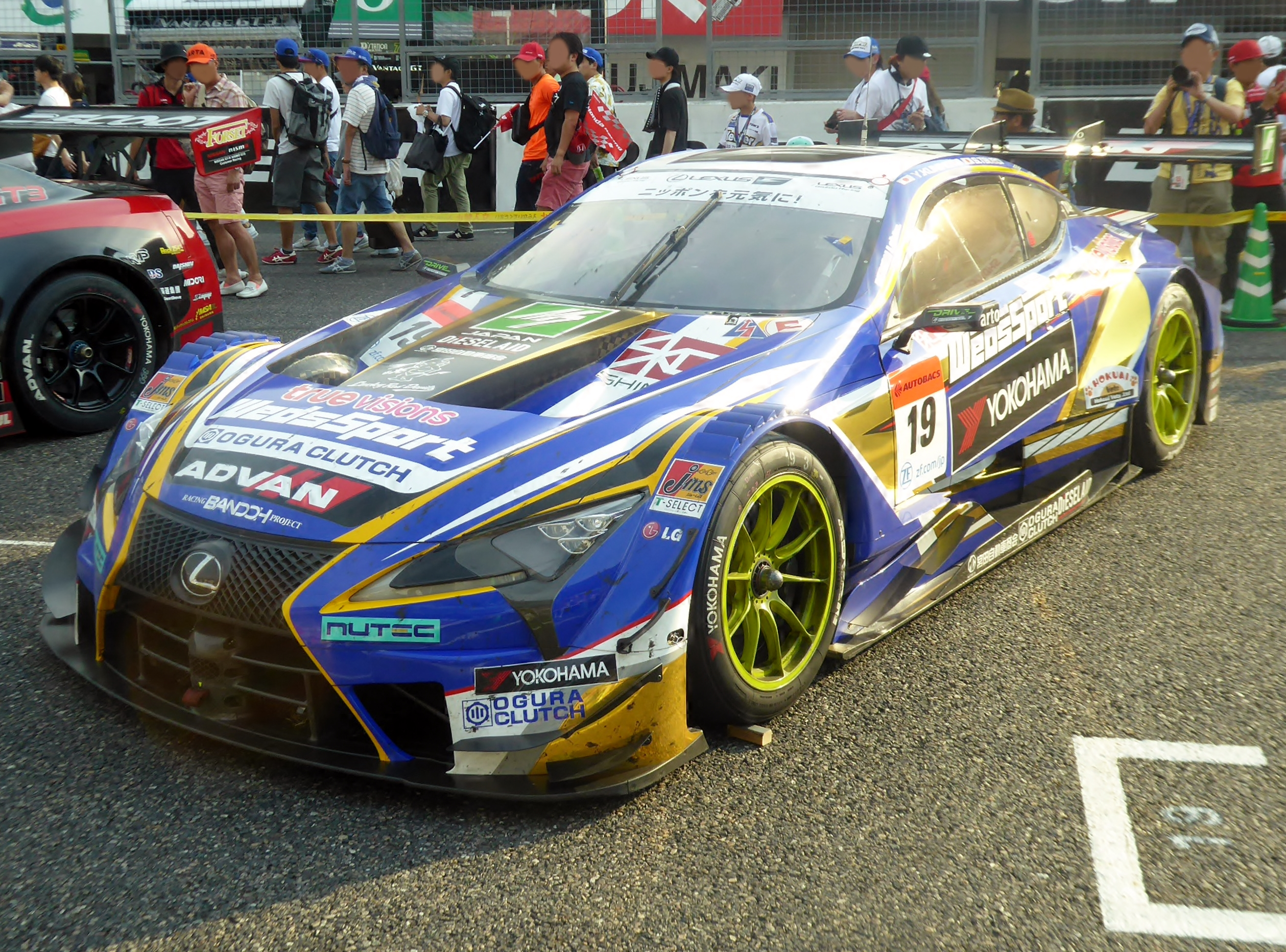
WedsSport ADVAN LC500（2019年）
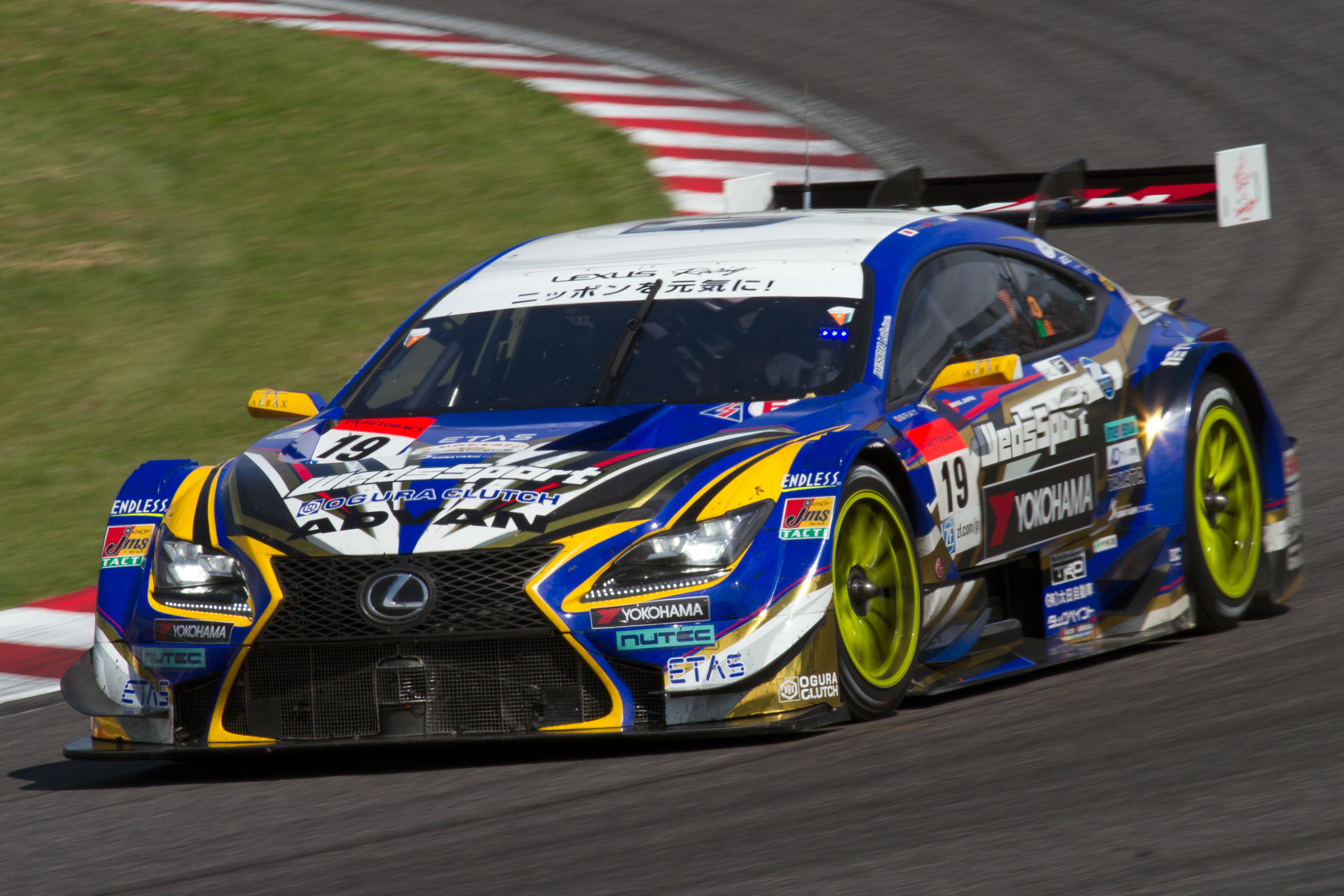
WedsSport ADVAN RC F（2014年）
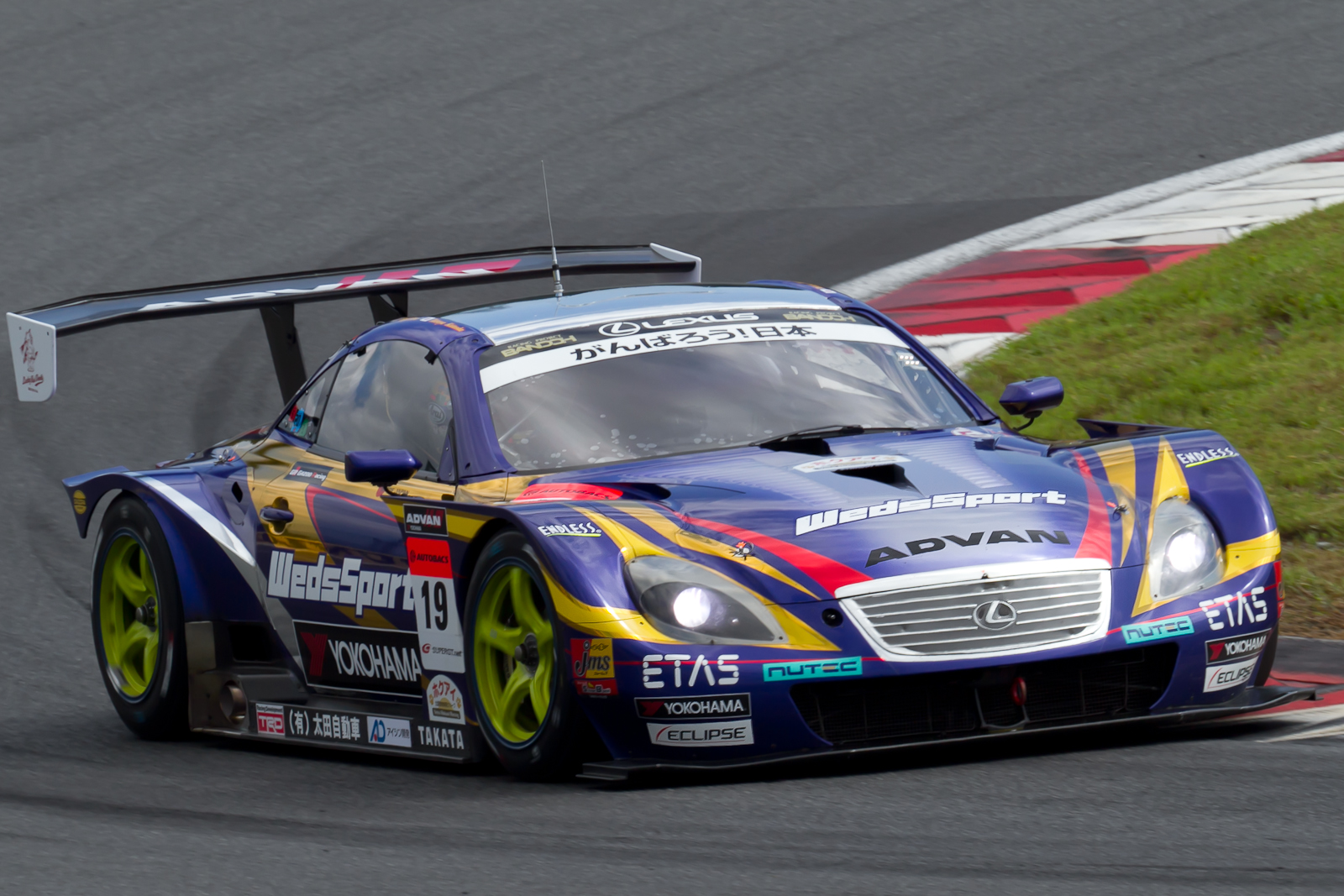
WedsSport ADVAN SC430（2011年）
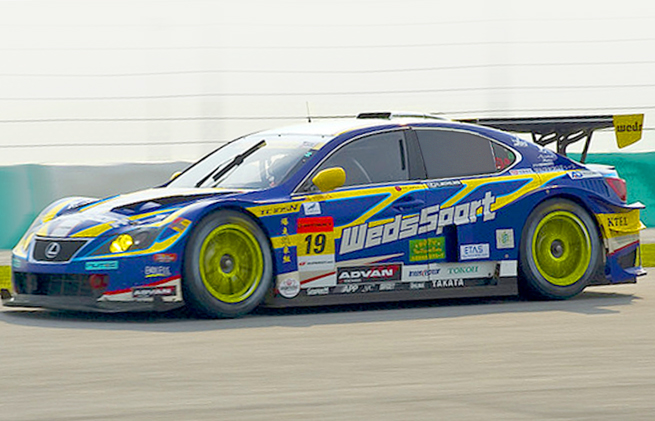
WedsSport IS350
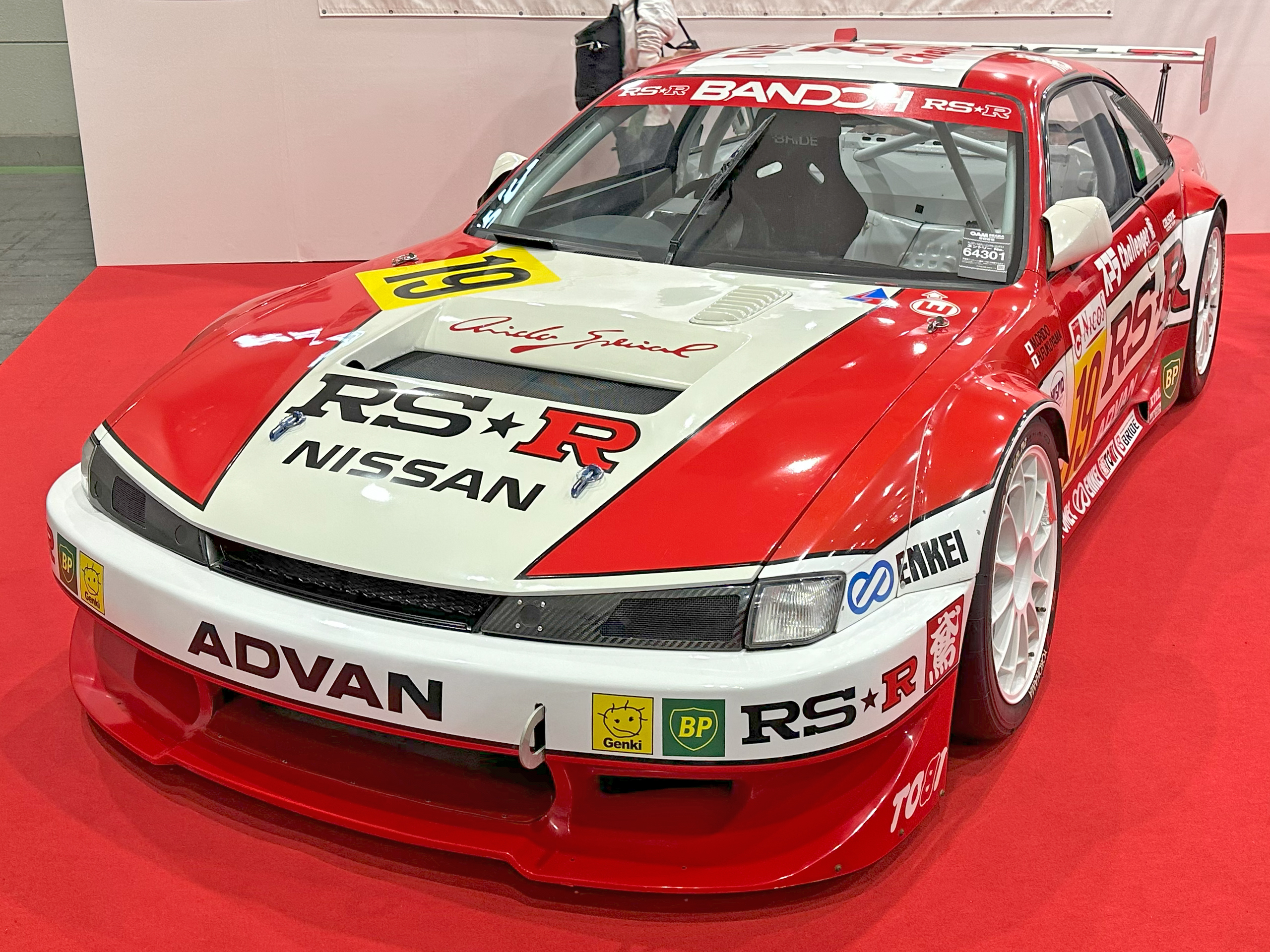
RS☆Rシルビア（1997年）

### 参戦歴
| 開催年 | クラス | マシン                                                            | ドライバー                                                                                               | ドライバーズランキング            |
| ------ | ------ | ----------------------------------------------------------------- | --- | --------------------------------- |
| 1997年 | GT300  | RS☆Rシルビア                                                      | 織戸学 福山英朗                                                                                          | 1位                               |
| 1998年 | GT300  | ウェッズスポーツセリカ（Rd.4-7）                                  | 織戸学 マックス・アンジェレッリ（Rd.4-6） 山本勝巳（Rd.7）                                               | 2位                               |
| 1999年 | GT300  | ウェッズスポーツセリカ                                            | 織戸学 原貴彦                                                                                            | 3位                               |
| 2000年 | GT300  | ウェッズスポーツセリカ                                            | 脇阪薫一 原貴彦                                                                                          | 6位                               |
| 2001年 | GT300  | ウェッズスポーツ MR-S                                             | 田中実 後藤聡                                                                                            | 8位                               |
| 2002年 | GT300  | ウェッズスポーツ MR-S                                             | 田中実 後藤聡                                                                                            | 12位                              |
| 2003年 | GT300  | ウェッズスポーツ MR-S（Rd.1,2） ウェッズスポーツCELICA（Rd.3-8）  | 青木孝行 田中実                                                                                          | 4位                               |
| 2004年 | GT300  | ウェッズスポーツセリカ                                            | 青木孝行 谷口信輝                                                                                        | 5位                               |
| 2005年 | GT300  | ウェッズスポーツセリカ                                            | 加藤寛規 谷口信輝                                                                                        | 7位                               |
| 2006年 | GT300  | ウェッズスポーツセリカ                                            | 松田晃司 脇阪薫一                                                                                        | 10位                              |
| 2007年 | GT300  | ウェッズスポーツセリカ                                            | 飯田章 関口雄飛                                                                                          | 10位                              |
| 2008年 | GT300  | ウェッズスポーツセリカ(Rd.1,2) → ウェッズスポーツ IS350（Rd.3-9） | 織戸学 阿部翼 関口雄飛（Rd.6）                                                                           | 12位                              |
| 2009年 | GT300  | ウェッズスポーツ IS350                                            | 織戸学 片岡龍也                                                                                          | 1位                               |
| 2010年 | GT300  | ウェッズスポーツ IS350                                            | 織戸学 片岡龍也                                                                                          | 8位                               |
| 2011年 | GT500  | WedsSport ADVAN SC430                                             | 片岡龍也 荒聖治                                                                                          | 13位                              |
| 2012年 | GT500  | WedsSport ADVAN SC430                                             | 荒聖治 アンドレ・クート マリーノ・フランキッティ（FSC）                                                  | 9位                               |
| 2013年 | GT500  | WedsSport ADVAN SC430                                             | 荒聖治 アンドレ・クート                                                                                  | 13位                              |
| 2014年 | GT500  | WedsSport ADVAN RC F                                              | 脇阪寿一 関口雄飛                                                                                        | 15位                              |
| 2015年 | GT500  | WedsSport ADVAN RC F                                              | 脇阪寿一 関口雄飛                                                                                        | 11位                              |
| 2015年 | GT300  | UP GARAGE BANDOH 86                                               | 中山友貴 マルコ・アスマー（Rd.2,5） 井出有治（Rd.1-4,7,8） ニック・キャシディ（Rd.5） 佐々木孝太（Rd.6） | 30位                              |
| 2016年 | GT500  | WedsSport ADVAN RC F                                              | 関口雄飛 国本雄資                                                                                        | 4位                               |
| 2016年 | GT300  | UP GARAGE BANDOH 86                                               | 中山友貴 山田真之亮                                                                                      | 14位                              |
| 2017年 | GT500  | WedsSport ADVAN LC500                                             | 関口雄飛 国本雄資（Rd.1,3-8） 山下健太（Rd.2） 小林可夢偉（Rd.6）                                        | 13位（関口雄飛） 14位（国本雄資） |
| 2017年 | GT300  | UP GARAGE BANDOH 86                                               | 中山友貴 川端伸太朗                                                                                      | 19位                              |
| 2018年 | GT500  | WedsSport ADVAN LC500                                             | 国本雄資 山下健太                                                                                        | 11位                              |
| 2019年 | GT500  | WedsSport ADVAN LC500                                             | 国本雄資 坪井翔                                                                                          | 11位                              |
| 2020年 | GT500  | WedsSport ADVAN GR Supra                                          | 国本雄資 宮田莉朋                                                                                        | 10位                              |
| 2021年 | GT500  | WedsSport ADVAN GR Supra                                          | 国本雄資 宮田莉朋                                                                                        | 11位                              |
| 2022年 | GT500  | WedsSport ADVAN GR Supra                                          | 国本雄資 阪口晴南                                                                                        | 11位                              |
| 2023年 | GT500  | WedsSport ADVAN GR Supra                                          | 国本雄資 阪口晴南                                                                                        | 11位*                             |